# Быков, Владимир Фёдорович
Владимир Фёдорович Быков (род. 14 апреля 1931, Княжна, Нижегородский край) — советский хозяйственный деятель, Герой Социалистического Труда.

## Биография
Родился в апреле 1931 года в деревне Княжна Марийской АО (ныне — деревня Данилово в составе города Йошкар-Ола). В своей деревне закончил четырёхклассную школу, но продолжить образование ему не пришлось. В 12 лет Владимир уже работал в поле, запросто управлялся с лошадьми. Первая награда, которую получил совсем ещё юный Володя — медаль «За доблестный труд в Великой Отечественной войне».
В 1949 году Владимир Быков поступил в школу механизации сельского хозяйства в селе Новый Торъял. Через год, получив свидетельство комбайнера, пришел на работу в Йошкар-Олинскую МТС, которая располагалась в селе Кузнецово. Первый свой комбайн С-4, за штурвалом которого проработал до армии, знал отлично, изучив двигатель как свои пять пальцев. В 23 года Владимира Федоровича призвали в армию. Служил в Туркменской республике, в Ашхабаде, артиллерийским мастером в разведбатальоне.
Вернувшись домой в 1957 году, снова начал работать комбайнером. В 1960 году колхозы, созданные на базе соседних деревень, объединились в крупный совхоз «Семеновский», который возглавил талантливый руководитель, бывший учитель Сергей Степанович Жилин. Совхозные поля расширились, стало больше техники, рос урожай. Увеличились намолоты и у Владимира Быкова. Владимир Федорович работал на комбайнах С-4М, СК-3, СК-4, с 1969 года работал на комбайне «Сибиряк».
О трудовых успехах Быкова В. Ф. свидетельствуют Почетные грамоты Президиума Верховного Совета Марийской АССР, три золотые медали ВДНХ, почетное звание «Заслуженный механизатор Российской Федерации».
В 1972 году Быков Владимир Федорович был награждён орденом Ленина, а в 1975 году получил высшую награду Советского Союза — Золотую Звезду Героя Социалистического Труда. За девятую пятилетку он выполнил почти три с половиной собственных пятилетних плана.
Владимир Федорович Быков проработал за штурвалом комбайна в общей сложности 40 лет. В зимнее межсезонье работал водителем автомобиля в совхозе или заступал на дежурство в газовой котельной.
На заслуженный отдых он ушёл в 2002 году, когда ему шел 72-й год.